# 200 mètres masculin aux Jeux olympiques d'été de 1996 (athlétisme)
Navigation
Barcelone 1992 Sydney 2000
L'épreuve du 200 mètres masculin aux Jeux olympiques de 1996 s'est déroulée les 26 et 27 juillet 1996 au Centennial Olympic Stadium d'Atlanta, aux États-Unis. Elle a été remportée par l'Américain Michael Johnson qui établit en finale un nouveau record du monde en 19 s 32.

## Résultats

### Finale
| Rang               | Athlète            | Pays              | Temps   | Notes |
| ------------------ | ------------------ | ----------------- | ------- | ----- |
| Médaille d'or      | Michael Johnson    | États-Unis        | 19 s 32 | WR    |
| Médaille d'argent  | Frankie Fredericks | Namibie           | 19 s 68 |       |
| Médaille de bronze | Ato Boldon         | Trinité-et-Tobago | 19 s 80 |       |
| 4                  | Obadele Thompson   | Barbade           | 20 s 14 |       |
| 5                  | Jeff Williams      | États-Unis        | 20 s 17 |       |
| 6                  | Iván García        | Cuba              | 20 s 21 |       |
| 7                  | Patrick Stevens    | Belgique          | 20 s 27 |       |
| 8                  | Mike Marsh         | États-Unis        | 20 s 48 |       |

### Demi Finale 1
| Rang | Athlète          | Pays              | Temps   | Notes |
| ---- | ---------------- | ----------------- | ------- | ----- |
| 1    | Michael Johnson  | États-Unis        | 20 s 27 |       |
| 2    | Ivan Garcia      | Cuba              | 20 s 34 |       |
| 3    | Jeff Williams    | États-Unis        | 20 s 39 |       |
| 4    | Patrick Stevens  | Belgique          | 20 s 46 |       |
| 5    | Francis Obikwelu | Nigeria           | 20 s 56 |       |
| 6    | John Regis       | Royaume-Uni       | 20 s 58 |       |
| 7    | Emmanuel Tuffour | Ghana             | 20 s 61 |       |
| 8    | Neil de Silva    | Trinité-et-Tobago | 21 s 26 |       |

### Demi Finale 2
| Rang | Athlète          | Pays              | Temps   | Notes |
| ---- | ---------------- | ----------------- | ------- | ----- |
| 1    | Frank Fredericks | Namibie           | 19 s 98 |       |
| 2    | Ato Boldon       | Trinité-et-Tobago | 20 s 05 |       |
| 3    | Michael Marsh    | États-Unis        | 20 s 26 |       |
| 4    | Obadele Thompson | Barbade           | 20 s 32 |       |
| 5    | Steve Brimacombe | Australie         | 20 s 38 |       |
| 6    | Kōji Itō         | Japon             | 20 s 45 |       |
| 7    | Sergejs Inšakovs | Lettonie          | 20 s 48 |       |
| 8    | Geir Moen        | Norvège           | 20 s 96 |       |

### Quart de Finale 1
| Rang | Athlète                  | Pays       | Temps   | Notes |
| ---- | ------------------------ | ---------- | ------- | ----- |
| 1    | Frank Fredericks         | Namibie    | 20 s 38 |       |
| 2    | Jeff Williams            | États-Unis | 20 s 47 |       |
| 3    | Obadele Thompson         | Barbade    | 20 s 53 |       |
| 4    | Erik Wijmeersch          | Belgique   | 20 s 59 |       |
| 5    | Percival Spencer         | Jamaïque   | 20 s 59 |       |
| 6    | Troy Douglas             | Bermudes   | 20 s 63 |       |
| 7    | Francisco Javier Navarro | Espagne    | 21 s 06 |       |

### Quart de Finale 2
| Rang | Athlète                  | Pays              | Temps   | Notes |
| ---- | ------------------------ | ----------------- | ------- | ----- |
| 1    | Michael Johnson          | États-Unis        | 20 s 37 |       |
| 2    | Geir Moen                | Norvège           | 20 s 48 |       |
| 3    | Neil de Silva            | Trinité-et-Tobago | 20 s 62 |       |
| 4    | Robson da Silva          | Brésil            | 20 s 65 |       |
| 5    | Jordi Mayoral            | Espagne           | 20 s 68 |       |
| 6    | Yeóryios Panayiotópoulos | Grèce             | 20 s 86 |       |
| 7    | Dean Capobianco          | Australie         | 21 s 03 |       |
| 8    | Oumar Loum               | Sénégal           | 21 s 31 |       |

### Quart de Finale 3
| Rang | Athlète              | Pays          | Temps   | Notes |
| ---- | -------------------- | ------------- | ------- | ----- |
| 1    | Ivan Garcia          | Cuba          | 20 s 36 |       |
| 2    | Kōji Itō             | Japon         | 20 s 47 |       |
| 3    | Steve Brimacombe     | Australie     | 20 s 53 |       |
| 4    | Robert Maćkowiak     | Pologne       | 20 s 61 |       |
| 5    | Ánninos Markoullídis | Chypre        | 20 s 63 |       |
| 6    | Vladyslav Dolohodin  | Ukraine       | 20 s 65 |       |
| 7    | Elston Cawley        | Jamaïque      | 20 s 75 |       |
| 8    | Franck Waota         | Côte d'Ivoire | 21 s 14 |       |

### Quart de Finale 4
| Rang | Athlète          | Pays        | Temps   | Notes |
| ---- | ---------------- | ----------- | ------- | ----- |
| 1    | Michael Marsh    | États-Unis  | 20 s 39 |       |
| 2    | Patrick Stevens  | Belgique    | 20 s 43 |       |
| 3    | John Regis       | Royaume-Uni | 20 s 56 |       |
| 4    | Sergejs Inšakovs | Lettonie    | 20 s 58 |       |
| 5    | Albert Agyemang  | Ghana       | 20 s 87 |       |
| 6    | Seun Ogunkoya    | Nigeria     | 21 s 00 |       |
| 7    | Joseph Loua      | Guinée      | 21 s 01 |       |

### Série 1
| Rang | Athlète          | Pays           | Temps   | Notes |
| ---- | ---------------- | -------------- | ------- | ----- |
| 1    | Michael Marsh    | États-Unis     | 20 s 27 |       |
| 2    | Sergejs Inšakovs | Lettonie       | 20 s 41 |       |
| 3    | Troy Douglas     | Bermudes       | 20 s 41 |       |
| 4    | Steve Brimacombe | Australie      | 20 s 45 |       |
| 5    | Alfred Visagie   | Afrique du Sud | 21 s 10 |       |
| 6    | Mohamed al-Houti | Oman           | 21 s 10 |       |
| 7    | Takahiro Mazuka  | Japon          | 21 s 13 |       |

### Serie 2
| Rang | Athlète             | Pays        | Temps   | Notes |
| ---- | ------------------- | ----------- | ------- | ----- |
| 1    | Ivan Garcia         | Cuba        | 20 s 49 |       |
| 2    | Albert Agyemang     | Ghana       | 20 s 69 |       |
| 3    | Elston Cawley       | Jamaïque    | 20 s 73 |       |
| 4    | Owusu Dako          | Royaume-Uni | 20 s 83 |       |
| 5    | Thomas Sbokos       | Grèce       | 20 s 88 |       |
| 6    | Anton Ivanov        | Bulgarie    | 21 s 20 |       |
| 7    | David Wilson        | Guam        | 21 s 85 |       |
| 8    | Mohamed Ould Brahim | Mauritanie  | 22 s 71 |       |

### Serie 3
| Rang | Athlètes             | Pays              | Temps   | Notes |
| ---- | -------------------- | ----------------- | ------- | ----- |
| 1    | Ato Boldon           | Trinité-et-Tobago | 20 s 26 |       |
| 2    | Obadele Thompson     | Barbade           | 20 s 42 |       |
| 3    | Ánninos Markoullídis | Chypre            | 20 s 57 |       |
| 4    | Carlos Gats          | Argentine         | 20 s 82 |       |
| 5    | Joseph Gikonyo       | Kenya             | 20 s 88 |       |
| 6    | Chris Donaldson      | Nouvelle-Zélande  | 20 s 96 |       |
| 7    | Wu-Shin Tao          | Taïwan            | 21 s 25 |       |

### Serie 4
| Rang | Athlète           | Pays          | Temps   | Notes |
| ---- | ----------------- | ------------- | ------- | ----- |
| 1    | Michael Johnson   | États-Unis    | 20 s 55 |       |
| 2    | Erik Wijmeersch   | Belgique      | 20 s 68 |       |
| 3    | Percival Spencer  | Jamaïque      | 20 s 73 |       |
| 4    | Franck Waota      | Côte d'Ivoire | 20 s 78 |       |
| 5    | Benjamin Sirimou  | Cameroun      | 21 s 00 |       |
| 6    | Antoine Boussombo | Gabon         | 21 s 06 |       |

### Serie 5
| Rang | Athlète          | Pays         | Temps   | Notes |
| ---- | ---------------- | ------------ | ------- | ----- |
| 1    | Francis Obikwelu | Nigeria      | 20 s 62 |       |
| 2    | Édson Ribeiro    | Brésil       | 20 s 69 |       |
| 3    | John Regis       | Royaume-Uni  | 20 s 78 |       |
| 4    | Pierre Lisk      | Sierra Leone | 20 s 86 |       |
| 5    | Lars Hedner      | Suède        | 20 s 97 |       |
| 6    | Thomas Griesser  | Autriche     | 21 s 20 |       |
| 7    | Pascal Dangbo    | Bénin        | 21 s 65 |       |
| 8    | Hadhari Djaffar  | Comores      | 22 s 68 |       |

### Série 6
| Rang | Athlète              | Pays               | Temps   | Notes |
| ---- | -------------------- | ------------------ | ------- | ----- |
| 1    | Patrick Stevens      | Belgique           | 20 s 60 |       |
| 2    | Jordi Mayoral        | Espagne            | 20 s 65 |       |
| 3    | Claudinei da Silva   | Brésil             | 20 s 80 |       |
| 4    | Joseph Loua          | Guinée             | 20 s 81 |       |
| 5    | Boevi Menelik Lawson | Togo               | 20 s 99 |       |
| 6    | Anderson Vilien      | Haïti              | 21 s 62 |       |
| 7    | Peter Ogilvie        | Canada             | 22 s 00 |       |
| 8    | Gustavo Envela       | Guinée équatoriale | 22 s 09 |       |

### Serie 7
| Rang | Athlète                  | Pays        | Temps   | Notes |
| ---- | ------------------------ | ----------- | ------- | ----- |
| 1    | Linford Christie         | Royaume-Uni | 20 s 64 |       |
| 2    | Robert Maćkowiak         | Pologne     | 20 s 67 |       |
| 3    | Yeóryios Panayiotópoulos | Grèce       | 20 s 69 |       |
| 4    | Geir Moen                | Norvège     | 20 s 78 |       |
| 5    | O'Brian Gibbons          | Canada      | 20 s 79 |       |
| 6    | Andrey Fedoriv           | Russie      | 20 s 95 |       |
| 7    | Brahim Abdoulaye         | Tchad       | 21 s 67 |       |

### Serie 8
| Rang | Athlète         | Pays                      | Temps   | Notes |
| ---- | --------------- | ------------------------- | ------- | ----- |
| 1    | Neil de Silva   | Trinité-et-Tobago         | 20 s 54 |       |
| 2    | Robson da Silva | Brésil                    | 20 s 61 |       |
| 3    | Oumar Lourn     | Sénégal                   | 20 s 69 |       |
| 4    | Dean Capobianco | Australie                 | 20 s 76 |       |
| 5    | Matthew Coad    | Nouvelle-Zélande          | 21 s 25 |       |
| 6    | Amos Ali        | Papouasie-Nouvelle-Guinée | 21 s 37 |       |
| 7    | Laurence Jack   | Vanuatu                   | 21 s 94 |       |

### Série 9
| Rang | Athlète                  | Pays                | Temps   | Notes |
| ---- | ------------------------ | ------------------- | ------- | ----- |
| 1    | Jeff Williams            | États-Unis          | 20 s 37 |       |
| 2    | Vladyslav Dolohodin      | Ukraine             | 20 s 57 |       |
| 3    | Francisco Javier Navarro | Espagne             | 20 s 87 |       |
| 4    | Alain Reimann            | Suisse              | 20 s 99 |       |
| 5    | Ousmane Diarra           | France              | 21 s 20 |       |
| 6    | Mohamed Al-Aswad         | Émirats arabes unis | 21 s 77 |       |

### Série 10
| Rang | Athlète           | Pays             | Temps   | Notes |
| ---- | ----------------- | ---------------- | ------- | ----- |
| 1    | Kōji Itō          | Japon            | 20 s 56 |       |
| 2    | Torbjorn Eriksson | Suède            | 20 s 77 |       |
| 3    | Emmanuel Tuffour  | Ghana            | 20 s 85 |       |
| 4    | Mark Keddell      | Nouvelle-Zélande | 20 s 93 |       |
| 5    | Justice Dipeba    | Botswana         | 21 s 09 |       |
| 6    | Carlton Chambers  | Canada           | 21 s 32 |       |
| 7    | Miguel Janssen    | Aruba            | 21 s 72 |       |

### Série 11
| Rang | Athlète             | Pays     | Temps   | Notes |
| ---- | ------------------- | -------- | ------- | ----- |
| 1    | Frank Fredericks    | Namibie  | 20 s 59 |       |
| 2    | Seun Ogunkoya       | Nigeria  | 20 s 78 |       |
| 3    | Gary Ryan           | Irlande  | 20 s 78 |       |
| 4    | Sebastián Keitel    | Chili    | 20 s 96 |       |
| 5    | Christoph Pöstinger | Autriche | 20 s 98 |       |
| 6    | Sandro Floris       | Italie   | 21 s 01 |       |
| 7    | Wenzhong Chen       | Chine    | 21 s 05 |       |

## Légende
Records et Performances
- AR : Record continental (area record)
- CR : Record des championnats (championship record)
- MR : Record du meeting (meet record)
- NR : Record national (national record)
- OR : Record olympique (olympic record)
- PR : Record paralympique (paralympic record)
- PB : Record personnel (personal best)
- SB : Meilleure performance personnelle de la saison (season's best)
- WL : Meilleure performance mondiale de l'année (world leader)
- WJR : Record du monde junior (world junior record)
- WR : Record du monde (world record)

Circonstances et Conditions
- DNF : N'a pas terminé (did not finish)
- DNS : N'a pas pris le départ (did not start)
- DQ : Disqualification (disqualification)
- NM : Aucun essai valable enregistré (No Mark)
- Q : Qualifié « directement » au prochain tour (ou à la prochaine compétition), lors d'une compétition majeure, grâce au classement ou à la réalisation des minima (automatic qualifier)
- q : Qualifié au prochain tour (ou à la prochaine compétition), lors d'une compétition majeure, grâce au repêchage ou à la réalisation de l'une des meilleures performances parmi celles des « non qualifiés directement » (grâce au meilleur temps ou à la meilleure distance par exemple) (secondary qualifier)